# Národní akademie věd Ukrajiny
Národní akademie věd Ukrajiny (ukrajinsky Національна академія наук України) je ukrajinská učená společnost sídlící v Kyjevě. Byla založena 14. listopadu 1918 dekretem hejtmana Ukrajinského státu Pavla Skoropadského pod názvem Ukrajinská akademie věd (Українська академія наук). 27. listopadu se uskutečnilo první valné shromáždění. Současný název nese od roku 1994. Strukturu organizaci dal na počátku především Volodymir Vernadskij, který měl zkušenosti z ruské akademie. Stal se i prvním prezidentem. Mezi prvními patnácti jmenovanými akademiky byli též například orientalista Ahatanhel Krymskyj, slavista Stepan Smal-Stockyj nebo strojař Stepan Tymošenko. Po obsazení Kyjeva bolševickými silami v roce 1919 byl akademii předán dům hraběnky Levašové na Volodymyrské ulici. V této budově sídlí prezidium akademie dosud. Komunistická historiografie pak dlouhá léta zamlčovala počátky akademie v Ukrajinském státě a tvrdila, že akademie vznikla až roku 1919. Akademie měla s komunistickým aparátem ve 20. letech trvale napjaté vztahy. Již třetí prezident Mykola Vasylenko byl zatčen, v roce 1929 pak akademii zasáhla doslova čistka, když byly zatčeno 31 jejích členů, dva stálí a 29 korespondentů. Byli obviněni z příslušnosti k vybájené Unii pro svobodu Ukrajiny.
V roce 2006 měla Akademie 43 613 zaměstnanců, z toho 16 813 vědeckých pracovníků. Spadají pod ní vědecké ústavy, hvězdárny, botanické zahrady, arboreta, přírodní rezervace, knihovny (včetně Národní knihovny Ukrajiny V. I. Vernadského), muzea, dvě nakladatelství (Naukova dumka, Akademperiodyka) a další instituce. 212 z nich sídlí v Kyjevě, 39 v Charkově, 27 ve Lvově. Akademie je zodpovědná za více než 90 % všech vědeckých objevů na Ukrajině. Uděluje dvě ceny, Vernadského zlatou medaili a Bogoljubovovu cenu. Má 545 stálých členů.